# Elachista alpinella
Elachista alpinella là một loài bướm đêm thuộc họ Elachistidae. Nó được tìm thấy ở Fennoscandia và miền bắc Nga to Pyrenees và Ý và from Ireland to central Nga và Hungary. Nó cũng được tìm thấy ở Bắc Mỹ.
Sải cánh dài 9–13 mm.
Ấu trùng ăn Carex acuta, Carex acutiformis, Carex paniculata và Carex riparia. The larvae mine the leaves of their host.